# Terminator 2
Terminator 2 (títol original en anglès: Terminator 2: Judgment Day) és una pel·lícula de ciència-ficció de 1991, el segon film de la sèrie Terminator, i la seqüela de Terminator (1984). L'argument se centra en la persecució de Sarah Connor i el seu fill John per part d'un Terminator més avançat de metall-líquid, enviat per matar-los, alhora que un terminator més antic (Schwarzenegger) és enviat per protegir-los.
La pel·lícula tingué un gran èxit de crítica i públic i feu una recaptació rècord i tingué una gran influència en els gèneres de l'acció i la ciència-ficció, alhora que utilitzava tècniques molt innovadores pels efectes especials. Aquest film ha estat doblat al català.

## Argument
A l'endemà del holocaust nuclear del 29 d'agost de 1997, els supervivents humans entren en lluita contra la dictadura de les «màquines» (dels robots intel·ligents), cosa que els porta a la victòria el 2029. L'ordinador que controla les màquines, Skynet, havia enviat un Terminator (un cyborg assassí) el 1984, per tal d'eliminar Sarah Connor abans que no hagi parit el seu fill, John Connor, cridat en el futur a ser el cap de la resistència humana contra les màquines. Aquest pla no funciona i Skynet envia de nou un assassí cibernètic, aquesta vegada el 1994, alguns anys abans del començament de la guerra atòmica de 1997, per aquesta vegada intentar eliminar directament John Connor, encara un nen en aquella època. John Connor va néixer el 28 de febrer de 1985, com és anunciat en l'ordinador de bord del cotxe del policia assassinat pel T-1000 al començament de la pel·lícula, però té 10 anys, la pel·lícula es desenvolupa un decenni després dels esdeveniments de la primera part.. Tanmateix, la pel·lícula sosté que John Connor té 13 anys ;d'altra banda en té el comportament i el físic.

## Repartiment
- Arnold Schwarzenegger: Terminator / T-800
- Linda Hamilton: Sarah Connor
- Robert Patrick: T-1000
- Edward Furlong: John Connor
- Earl Boen: Dr. Peter Silberman
- Joe Morton: Miles Bennett Dyson

## Premis i nominacions

### Premis
- 1992. Oscar al millor maquillatge per Stan Winston i Jeff Dawn
- 1992. Oscar al millor so per Tom Johnson, Gary Rydstrom, Gary Summers i Lee Orloff
- 1992. Oscar a la millor edició de so per Gary Rydstrom i Gloria S. Borders
- 1992. Oscar als millors efectes visuals per Dennis Muren, Stan Winston, Gene Warren Jr. i Robert Skotak
- 1992. BAFTA al millor so per Tom Johnson, Gary Rydstrom, Gary Summers i Lee Orloff
- 1992. BAFTA als millors efectes visuals per Dennis Muren, Stan Winston, Gene Warren Jr. i Robert Skotak

### Nominacions
- 1992. Oscar a la millor fotografia per Adam Greenberg
- 1992. Oscar al millor muntatge per Conrad Buff IV, Mark Goldblatt i Richard A. Harris
- 1992. BAFTA al millor disseny de producció per Joseph C. Nemec III